# María Eugenia Iparragirre
María Eugenia Iparragirre Bemposta (Irún, 25 de junio de 1968) es una política española del PNV. 
Fue elegida senadora por Guipúzcoa para las legislaturas X, XI y XII. Ha ocupado diversas responsabilidades políticas, como concejal en el Ayuntamiento de Irún. Es actualmente secretaria tercera de la Mesa del Senado.

## Biografía
Estudió en el colegio El Pilar Compañía de María desde los 4 hasta los 14 años. Luego se licenció en la escuela diocesana de Magisterio de San Sebastián para ser profesora, trabajo que ejerció durante 18 años.

### Carrera política
En 2006 abandonó su puesto como docente para dedicarse a la política y se encabezó la candidatura de EAJ-PNV a las elecciones municipales del año siguiente. De 2007 a 2011 fue concejal en el Ayuntamiento de Irún.
El 20 de noviembre de 2011 fue elegida senadora por la circunscripción electoral de Guipúzcoa, cargo para el que fue reelegida en 2015 y 2016.
Durante la XI legislatura fue elegida secretaria cuarta del Senado. En el inicio de la XII legislatura fue elegida secretaria tercera gracias al apoyo del PP, que disponía de mayoría absoluta en la Cámara.